# ソンクラー県南部工業団地
ソンクラー県南部工業団地 (タイ語:นิคมอุตสาหกรรมภาคใต้ จ.สงขลา、英語：Southern Region Industrial Estate (Songkhla)）は、タイのタイ工業団地公社が管理する工業団地の一つ。タイ南部ソンクラー県に位置する。1995年に開設。 

## 概要
ソンクラー県南部工業団地は1995年に開発された工業団地。タイ南部の深海港ソンクラー港、ハートヤイ国際空港、マレーシア国境が近く、マレーシアなとの物流拠点として開発が行われている。タイヤ会社サイヤム・ミシュランなどが立地している

## 管理事務所所在地
ソンクラー県 ハートヤイ郡 タムボン・チャルン ムー4、9/6 
（9/6 หมู่ 4 ตำบลฉลุง อำเภอหาดใหญ่ จังหวัดสงขลา 9011） 
- 各地からの距離
  - ハートヤイ国際空港より16km
  - ハートヤイ郡市街地より13km
  - ソンクラー県県都より44km
  - サダオ郡市街地より75km
  - ソンクラー港より47km
  - マレーシアより82km

## 用地
- 用地面積 - 総面積 362ha

## 施設
- 水道水：200万立方メートルの貯水池を保有。給水能力は10㎥／ライ/日。
- 電力：電力供給能力が50メガボルトアンペアが２基。電圧は33キロボルト。
- 電話：2,048回線
- 廃水処理 ：処理能力は一日当り3,000㎥。長期曝気活性汚泥方式。
- 道路：幹線道路は鉄筋コンクリート幅員14m、4車線。
- ワンストップサービスセンター（OSOS）がある。

## 関連事項
- 工業省 (タイ)
- タイ工業団地公社